# Aliovsat Sadigov
 (juillet 2022).
Pour les articles homonymes, voir Sadigov.
Aliovsat Sadigov (Əliövsət Şirəli oğlu Sadıqov : né le 21 décembre 1906 à Nouxa, actuel Chéki, République d'Azerbaїdjan et mort le 17 novembre 1970 à Bakou) est un chanteur de mugham, artiste honoré de la RSS d'Azerbaïdjan (1943) et Artiste du peuple.

## Parcours professionnel
Le timbre de la voix est un ténor lyrique. Il étudie au conservatoire de 1928 à 1930. il est engagé comme soliste au Théâtre national d'opéra et de ballet d'Azerbaïdjan. Les personnages amoureux lyriques des opéras classiques d'Uzeyir Hadjibeyov occupent une place importante dans l'œuvre d'Aliovsat  Sadigov.

## Les rôles
Il interprète des rôles dans les spectacles d'opéra:
- Leyli et Madjnun (Madjnun, Ibn Salam et Zayd),
- Asli et Karam (Karam),
- Koroglu (Eyvaz),
- Ashiq Gharib (Garib)
- Chahsanem de Rheingold Glier (Achiq Garib et Achiq Samad),
- Chah Ismail (Chah Ismayil)
- Archin Mal Alan" (Süleyman),
- Mashadi Ibad (Hambal et Sarvar).

Aliovsat Sadigov reçoit le titre d'artiste émérite de la République d'Azerbaïdjan le 17 juillet 1943 et d'artiste du peuple le 20 décembre 1956 pour ses réalisations créatives.
Au cours des dernières années de sa vie, l'artiste travaille comme pédagogue-consultant au Théâtre d'Opéra et du Ballet M.F.Akhundov.